# Такахе
Така́хе, или бескры́лая султа́нка (лат. Porphyrio hochstetteri), — нелетающая редкая птица из семейства пастушковых, обитающая в горах Южного острова Новой Зеландии, около озера Те-Анау. Местное маорийское название — мохоау. Одно время считалась полностью вымершей, сейчас в Международной Красной книге имеет статус вида, которому угрожает опасность исчезновения (категория EN).

## Внешний вид

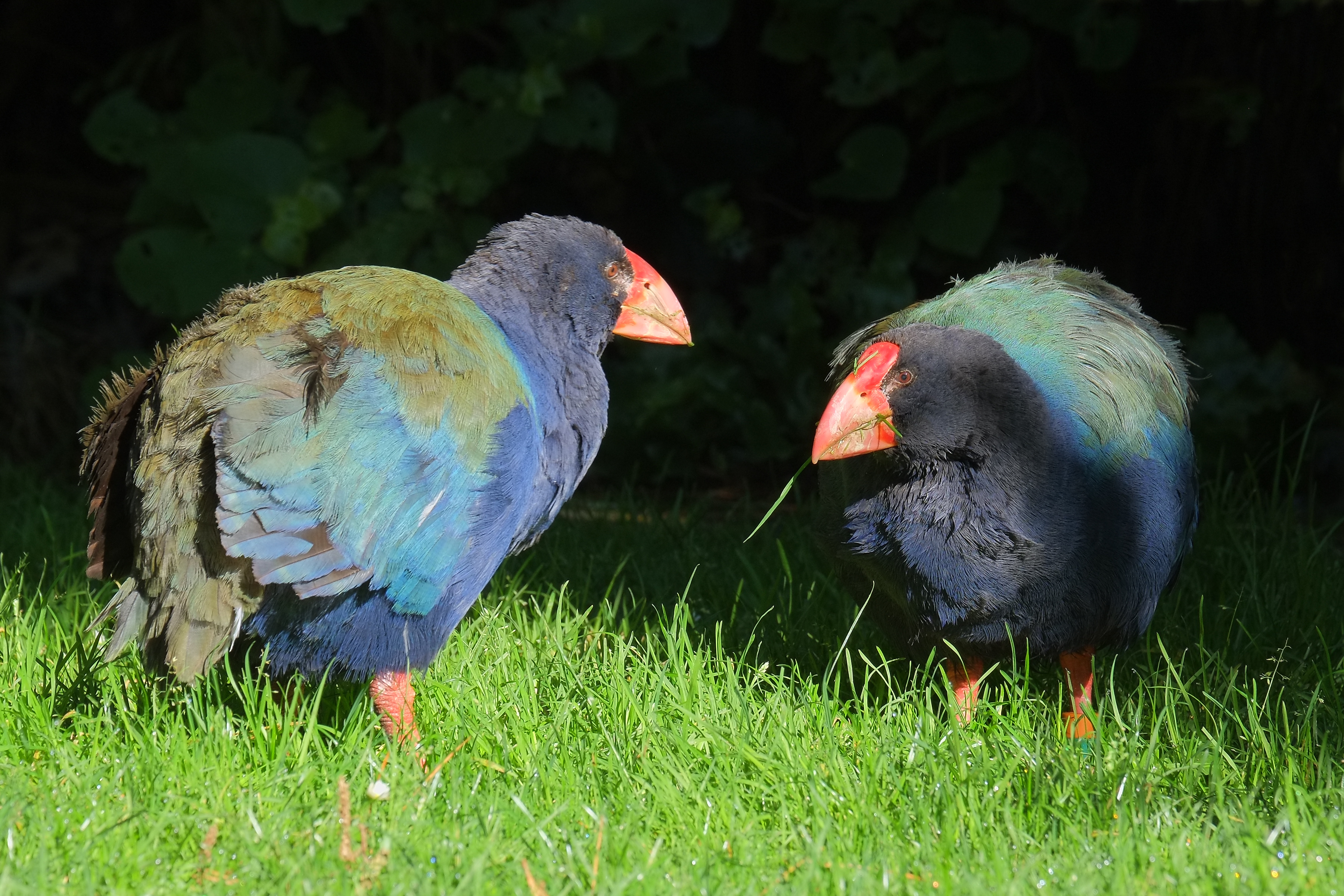
Самка (слева) и самец (справа)

Внешне очень напоминает обыкновенную султанку, но значительно крупнее (величиной с домашнего гуся). Крылья развиты нормально, но мышцы киля и грудины недоразвиты, птица не летает, а в случае опасности спасается бегством. 

## История
В древности такахе была распространена по всей территории Новой Зеландии. На Северном острове птицу называли «мого», на Южном — «такахе». Маори охотились на такахе из-за их оперения и мяса.
Учёные, изучавшие природу Новой Зеландии, сначала собирали все сведения о странной птице, но так как вещественных доказательств существования такахе не обнаруживалось, они решили, что птица — мифическое существо из маорийских сказаний.
Однако в 1847 году Уолтер Мантелл случайно приобрёл в деревне на Северном острове череп, грудную кость и другие части скелета неизвестной крупной птицы. Как выяснилось, кости принадлежали большой крылатой, но нелетающей птице, которая была названа в честь первооткрывателя — Notornis mantelli, то есть «Замечательная птица Мантелла».
Через два года после находки Мантелла группа охотников на тюленей обнаружила следы крупной птицы. Пойдя по следу, они увидели большую птицу с красивым оперением. Однако через несколько дней после поимки они, не зная что делать с птицей, убили и съели её. Шкурка с оперением сохранилась и попала в руки Уолтера Мантелла.
Позже была поймана ещё одна птица, и на этот раз полный скелет её был передан в Лондон, где был исследован. В результате учёные нашли в нём некоторые отличия от самого первого экземпляра, добытого Мантеллом в 1847 году. Они заключили, что на Северном и Южном островах Новой Зеландии обитают два разных вида такахе. Второй вид назвали Notornis hochstetteri в честь известного австрийского исследователя Австралии и Новой Зеландии профессора Хохштеттера.
После 1898 года, когда была поймана ещё одна птица, достоверных встреч такахе долго не было, и птица была занесена в списки вымерших животных.

### Повторное открытие
В 1948 году экспедиция Джефри Орбелла в лесах у озера Те-Анау, в горах Мерчисон, обнаружила двух такахе. Птицы были сфотографированы, окольцованы и отпущены на волю. Через год доктор Орбелл нашел гнёзда такахе. Исследовав 30 гнезд, он пришёл к выводу, что такахе воспитывает в год только по одному птенцу.
Правительство Новой Зеландии объявило места обитания такахе заповедником площадью 500 км2, куда доступ людей был строго ограничен. Современный заповедник у озера Те-Анау входит в состав национального парка Фьордленд, который охватывает площадь в 12 500 км².

## Угрозы и охрана

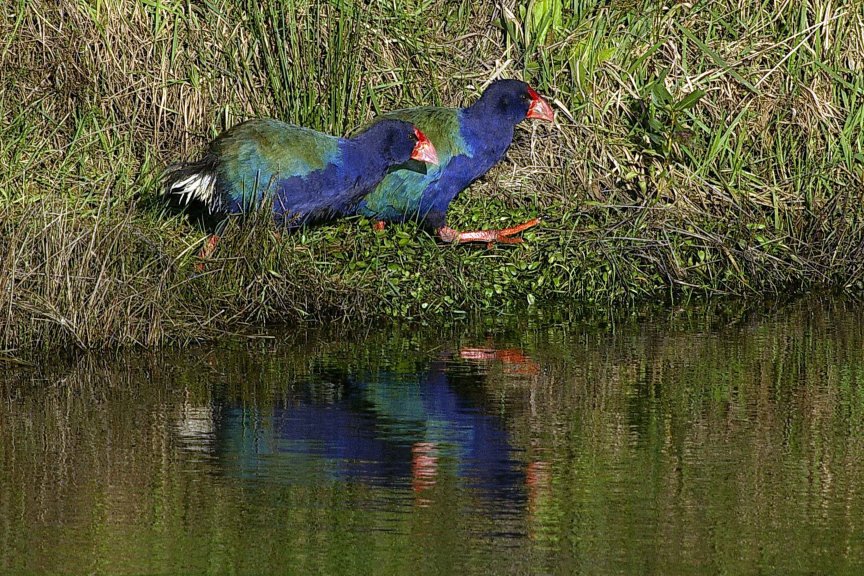
Пара такахе, выпущенных в дикую природу

Птицы, вероятно, стали редкими уже из-за охоты на них маорийцев, заселивших Новую Зеландию около 1000 лет назад. По состоянию на 2018 год общая численность такахе не превышает 250 особей. Основной угрозой для них является хищничество интродуцированных горностаев, поедающих яйца и птенцов, а также деятельность интродуцированных благородных оленей, уничтожающих кормовую растительность. На небольшие изолированные популяции негативно влияет инбридинг. Для сохранения вида на территории заповедника Те-Анау проводится регулярный отлов горностаев и отстрел оленей. Созданы несколько небольших популяций на необитаемых и охраняемых островках Капити, Тиритири-Матанги, Ротороа и других у берегов Новой Зеландии, а также в национальном парке Кахуранги. Популяция также поддерживалась за счёт выпуска в дикую природу годовалых птенцов, искусственно выращенных в неволе из яиц, собранных в гнёздах диких птиц. В настоящее время создана вольерная популяция, где взрослые птицы на полувольном содержании сами высиживают, выращивают и воспитывают птенцов, которых затем биологи выпускают в дикую природу.

## Интересные факты
Такахе изображена на монете в 1 новозеландский доллар 1982 года.
Иногда тахаке путают с птицей пукеко, имеющей похожий окрас, но меньшей по весу и способной к полёту.